# Conquista islamica della Transoxiana
La conquista islamica della Transoxiana (o "Conquista araba della Transoxiana") fu la conquista armata della regione centro-asiatica e della Transoxiana da parte degli eserciti califfali arabo-islamici nel VII secolo.

## Battaglie tra musulmani e Turchi
Come corollario della conquista islamica della Persia, i musulmani divennero ingombranti vicini delle città-Stato transoxiane. Sebbene la Transoxiana fosse inclusa in quella che assai genericamente era chiamata "regione del Turkestan", solo in parte le élite dominanti della Transoxiana erano di origine turche, dal momento che le popolazioni locali erano in gran parte costituite da una mescolanza di diverse popolazioni indigene iraniche.
All'arrivo armato degli Arabi in Transoxiana, sullo slancio che le aveva portato ad assoggettare l'Iran e ad annichilire l'Impero persiano sasanide, le genti indigene di cultura iranica e turche e le truppe arabo-musulmane vennero in urto per il controllo delle regioni centro-asiatiche che controllavano un tratto importante della cosiddetta "via della seta". In particolare, i Turgesh sotto la guida del Khagan Su Lu e i Khazari sotto quella di Barjik si scontrarono coi confinanti Arabi per mantenere l'importante controllo economico della regione.

### Guerre tra Omayyadi e Turgesh
Lo scopo di Su Lu era quello di assoggettare tutta la Transoxiana, evitando che essa cadesse sotto il dominio degli invasori arabi e le sue guerre erano parallele come obiettivi strategici a quelle condotte più a occidente dai Turchi khazari.
Nel 721 le forze Turgesh, guidate da Kül Chor, sconfissero l'esercito califfale comandato da Saʿīd b. ʿAbd al-ʿAzīz al-Umawī vicino Samarcanda. Il nuovo Governatore, Saʿīd b. ʿAmr al-Ḥarashī, fedele alla dura linea suggeritagli da ʿUmar b. Hubayra, Wālī dell'Iraq, ricorse alle maniere forti per esigere l'indebita jizya e kharāj dai neo-convertiti non-Arabi (mawālī) e non esitò a massacrare i Turchi e i rifugiati sogdiani a Khujand, causando un'ondata di nuovi sfollati che si diressero verso il Ferghāna e i territori dei Turgesh.
Nel 724 il Califfo Hishām inviò un nuovo governatore nel Khorasan nella persona di Muslim ibn Saʿīd, con gli ordini di spazzar via i "Turchi" una volta per tutte ma, scontratosi questi con Su Lu, i musulmani ebbero vita dura per raggiungere Samarcanda, dopo la disfatta subita ad opera dei Turgesh nel cosiddetto "Giorno della sete".
Una serie di successivi incaricati dal Califfo fu sonoramente sconfitta da Su Lu che, nel 728, conquistò Bukhara e in seguito inflisse altre dolorose sconfitte tattiche agli Arabi, come la battaglia della strettoia. Lo Stato dei Turgesh giunse allora al suo apice, controllando la Sogdiana e la Valle del Ferghana. Dal 732, due potenti spedizioni arabe si proposero con determinazione di porre sotto stabile controllo Samarcanda, anche a costo di pesanti perdite. Su Lu rinunciò allora alle sue ambizioni su Samarcanda e abbandonò Bukhara, ritirandosi verso nord.
Nel 734 un agitatore religioso e politico di sentimenti anti-omayyadi, al-Ḥārith b. Surayj, insorse contro il regime omayyade e prese Balkh e Marw prima di essere sconfitto e di rivolgersi ai Turgesh tre anni più tardi. Nell'inverno del 737 Su Lu, con i suoi alleati al-Ḥārith, Gurak (un capo turco-sogdiano) e uomini dell'Ushrusana, di Tashkent (all'epoca al-Shāsh) e del Principato di Khuttal lanciarono un'offensiva finale. Entrò in Gozgan ma fu sconfitto dal Governatore omayyade Asad nella battaglia di Kharistan. L'anno dopo Su Lu fu assassinato da un suo antico alleato e generale, col beneplacito cinese. Nel 739 anche l'assassino di Su Lu fu comunque eliminato dai Cinesi e il potere del Celeste impero si estese nuovamente alla Transoxiana.

### Battaglie tra l'Impero dei Göktürk e il Califfato omayyade
Anche i Göktürk attuarono una campagna militare per colpire gli Arabi musulmani. Nel 705, i Göktürk si erano espansi dalle aree a sud di Samarcanda e minacciarono in tal modo il controllo arabo della Transoxiana. In seguito alla campagna militare di Qutayba ibn Muslim e alla resa di Gurek, l'Impero Göktürk inviò sue forze in Transoxiana per portare un interessato soccorso ai suoi alleati di Transoxiana. Secondo fonti storiche arabe, le forze erano comandate da Kapagan, da Bilge e da Tegin. I Göktürk si scontrarono con i soldati omayyadi in una serie di battaglie (712-713) in cui gli Arabi risultarono ancora una volta i vincitori. Il principale fattore che determinò la sconfitta dei Göktürk furono le ribellioni esplose all'interno del suo impero e la crescita della minaccia cinese a oriente.

## Islamizzazione
Il processo di islamizzazione delle popolazioni locali fu lento durante tutto il periodo omayyade, per diventare molto più vivace nel corso del successivo periodo abbaside. Gli Omayyadi avevano infatti vessato quelle popolazioni non-arabe anche quando esse si erano convertite all'Islam, con un'iniqua quanto miope politica fiscale, L'attuazione invece da parte abbaside della politica universalistica islamica, che non fa differenze di razza e di cultura tra i musulmani, valse a radicare l'Islam in quelle aree centro-asiatiche.
Le conquiste islamiche condussero peraltro a fare affermare la lingua araba nell'area transoxiana, per quanto limitata alle necessità liturgiche, ma assai di più la lingua medio-persiana in Transoxiana, dove essa è nota come lingua tagica, mentre i suoi parlanti sono chiamati Tagichi.

## Conseguenze
La principale affermazione degli Arabi nell'Asia centrale fu la battaglia di Talas (751). L'Impero tibetano era alleato degli Arabi in quell'occasione, per la sua ostilità alla politica espansiva e assimiltrice della Cina. Fu la ribellione di An Lushan e non la disfatta sul Talas a porre fine alla presenza della Cina Tang in Asia centrale e a obbligarla alla ritirata dallo Xinjiang. Il significato dello scontro epocale del Talas è ancora aperto alle valutazioni degli storici, in quanto gli Arabi non proseguirono nella loro espansione dopo quella battaglia. Poiché gli Arabi non si spinsero più a oriente del Xinjiang, quella battaglia non ebbe una grande rilevanza strategica. Fu la rivolta di An Lushan a metter fine alla spinta verso occidente della dinastia Tang. A dispetto della conversione di non pochi turchi Karluk dopo la battaglia del Talas, la maggioranza di essi non si convertì fino alla metà del X secolo, quando instaurarono il Khanato dei Karakhanidi.
Ciò avvenne quando da tempo la dinastia Tang aveva abbandonato l'Asia centrale. Barthold afferma che il governo islamico della Transoxiana fu assicurato dal felice esito della battaglia del Talas. I Turchi avrebbero dovuto attendere 2-3 secoli prima di riconquistare la Transoxiana, allorché i Karakhanidi conquistarono la città di Bukhara nel 999. Il professor Denis Sinor crede che fu l'interferenza negli affari interni del Khaganato turco occidentale a decretare la fine della supremazia cinese in Asia centrale, dal momento che la distruzione del Khaganato turco occidentale portò i musulmani a fronteggiare il loro più potente avversario, e che non fu la battaglia del Talas a mettere fine alla presenza cinese.
La conquista araba non decretò la fine del Buddismo o dell'influenza cinese nella regione. Il Khanato buddista Kara-Khitan conquistò un'ampia parte dell'Asia centrale, strappandola al Khanato islamico Karluk karakhanide nel XII secolo. I Kara-Khitan reintrodussero anche il sistema cinese imperiale di governo, dal momento che la Cina incuteva ancora rispetto e destava ammirazione nella regione, anche nella popolazione musulmana, e i Kara-Khitan impiegarono la lingua cinese come loro principale linguaggio.